# Solomon J. Buchsbaum
Solomon J. Buchsbaum (Stryi, 4 de diciembre de 1929-Morristown, 8 de marzo de 1993) fue un físico y tecnólogo polaco-estadounidense, más conocido como presidente del Consejo Científico de la Casa Blanca durante los presidentes Ronald Reagan y George H. W. Bush, y como alto ejecutivo de Bell Labs.

## Biografía

### Primeros años
Nació en Stryj, Polonia (actualmente Ucrania), dentro del seno una familia judía. Sus padres y su hermana menor fueron asesinados en el Holocausto. Él y su otra hermana escaparon de la captura de los nazis y se dirigieron a Varsovia, donde estuvo protegido en un orfanato católico. Allí recitó misa y se convirtió en monaguillo. Después de la guerra, cuando era adolescente, se dirigió a Canadá, donde aprendió inglés y encontró trabajo en una fábrica de sombreros. Sin formación formal previa, ganó una beca para la Universidad McGill en física y matemáticas, donde obtuvo una licenciatura en 1952 y una maestría un año después. Recibió su doctorado en el MIT en 1957.

### Carrera
Su carrera en Bell comenzó como investigador de plasmas gaseosos y sólidos en 1958. Ascendiendo de rango, se convirtió en vicepresidente a cargo de sistemas tecnológicos en 1979. En sus 35 años en Bell Labs, publicó 50 artículos y obtuvo 8 patentes. El premio Nobel Arno Penzias lo llamó "vicepresidente encargado de todo lo demás", refiriéndose a todo lo que no fuera directamente un negocio de la compañía telefónica.
Su carrera como asesor presidencial comenzó como miembro del Comité Asesor Científico del presidente Nixon y continuó en el Comité de Ciencia y Tecnología del presidente Ford. Durante los presidentes Reagan y George HW Bush fue presidente de los comités correspondientes. Fue presidente de la Junta de Ciencias de la Defensa de 1972 a 1977. Entre otras juntas directivas, formó parte de las del MIT, la Universidad Stanford, la Rand Corporation, el Draper Laboratory y los Laboratorios Nacionales Argonne y Sandia.
Fue galardonado con la Medalla Nacional de Ciencias (del presidente Reagan) y varias medallas de los departamentos de defensa y energía.

### Vida personal
Falleció en 1993, en Nueva Jersey, de mieloma múltiple, después de recibir un trasplante de médula ósea y pasar más de un mes en una "burbuja" libre de gérmenes, equipada con un teléfono y un fax para poder hacer "lo mismo como siempre".